# Melville (udde)
Melville är en udde i Antarktis. Den ligger i Sydshetlandsöarna. Argentina, Chile och Storbritannien gör anspråk på området.
Terrängen inåt land är lite kuperad. Trakten är obefolkad. Det finns inga samhällen i närheten. 